# All I Ever Need Is You (песня)
«All I Ever Need Is You» (рус. Всё, что мне нужно, это ты) — песня Джимми Холидея (англ. Jimmy Holiday) и Эдди Ривза (англ. Eddie Reeves), впервые записанная Рэем Чарльзом в альбоме The Volcanic Action of My Soul (1971). Получила наибольшую известность в версии американского поп-дуэта Сонни и Шер, достигшей 7-го места в хит-параде Billboard Hot 100. Одноимённый сингл дуэта в конце 1971 года в течение пяти недель занимал 1-е место в американском чарте Pop Standard Singles, тогда же войдя в десятку наиболее продаваемых синглов в Великобритании и Канаде. Суммарный объём мировых продаж сингла составил 2 250 000 копий.
«All I Ever Need Is You» в исполнении Рэя Сэндерса (1971) и дуэта Кенни Роджерса и Дотти Уэст (1979) вошла в чарты кантри-музыки. Версия Роджерса и Уэст достигла 1-го места в чарте Billboard Hot Country Singles.

## Чарты

### Сонни и Шер
| Чарт (1971)            | Высшая позиция |
| ---------------------- | -------------- |
| Pop Standard Singles   | 1              |
| Billboard Hot 100      | 7              |
| UK Singles Chart       | 8              |
| Canadian Singles Chart | 10             |
| Irish Singles Chart    | 12             |
| Belgian Singles Chart  | 20             |

### Рэй Сэндерс
| Чарт (1971)                   | Высшая позиция |
| ----------------------------- | -------------- |
| Billboard Hot Country Singles | 18             |

### Кенни Роджерс и Дотти Уэст
| Чарт (1979)                      | Высшая позиция |
| -------------------------------- | -------------- |
| Billboard Hot Country Singles    | 1              |
| Billboard Bubbling Under Hot 100 | 2              |
| Canadian RPM Country Tracks      | 2              |
| Billboard Adult Contemporary     | 38             |